# Kurt Henseleit
Kurt Henseleit (* 16. Oktober 1907 in Berlin-Weißensee; † 8. Juli 1973 in Ravensburg) war ein deutscher Mediziner, Biochemiker und Ko-Entdecker des Harnstoffzyklus mit Hans Adolf Krebs, der deshalb auch manchmal nach beiden benannt wird.
Henseleit studierte Medizin in Berlin und erhielt dort 1929 sein Staatsexamen. Er war der erste Doktorand und Assistent von Krebs, als dieser im Sommer 1931 nach Freiburg kam (der Ordinarius Siegfried Thannhauser hatte ihn an Krebs verwiesen). Henseleit stieß im Wintersemester 1930 dazu, hatte aber keine Laborerfahrung und wurde von Krebs angeleitet. Krebs sah in ihm das Potenzial für einen geschickten Experimentator, der schnell lernte, und vertraute ihm bald auch größere Experimente an. Mit ihm untersuchte er die Harnstoffsynthese in der Leber und entdeckte 1932 den Harnstoffkreislauf, den ersten Stoffwechselkreislauf, der in der Biochemie entdeckt wurde. Die Forschung dazu dauerte etwa ein Jahr und umfasste rund 200 Experimente. Sie mussten (abwechselnd) nachts durchgeführt werden, da Krebs tagsüber in der Klinik als Arzt eingespannt war. 1932 wurde er mit seiner Promotion Versuche über die Wirkung von Ornithin und Citrullin auf die Harnstoffbildung in der Leber zum Dr. med. promoviert.
Eine Pufferlösung, die z. B. bei Tests an Muskeln und Arterien außerhalb des Körpers benutzt wird, ist nach Henseleit und Krebs benannt.
Später war er Facharzt und praktizierender Arzt in Friedrichshafen.

## Schriften
- mit Krebs: Untersuchungen über die Harnstoffbildung im Tierkörper, Teil 1, Klinische Wochenschrift, Band 11, 1932, S. 757–759, Teil 2, S. 1137–1139 (vorläufige Mitteilung)
- mit Krebs: Untersuchungen über die Harnstoffbildung im Tierkörper, Hoppe-Seyler's Zeitschrift für Physiologische Chemie, Band 210, 1932, S. 33–66